# フレディ・ウォン
フレディ・ウォン（Freddie Wong）は、アメリカ合衆国の映画監督及びYouTuberである。

## 人物
YouTubeでRocketJumpチャンネルを開設し、短編映画の制作活動などを行っている。900万人以上のチャンネル登録者を集めた。また120万人以上のチャンネル登録者を集めたセカンドチャンネルのBrandonJLaではメイキングやその他の動画を、180万人以上のチャンネル登録者を集めたNodeではゲームのプレイ動画をそれぞれ投稿している。またwebシリーズであるVideo Game High School(VGHS)を製作したことでも知られる。

## 出演

### WEB
- 劇団スカッシュ「Stalking Vampire2~隙間男~[2]」（2015年）